# Michel Lévêque
Michel Lévêque (Algeri, 19 luglio 1933) è un funzionario francese.
Nato da una famiglia di pieds noirs nell'Algeria francese, è stato ambasciatore in Libia, Marocco, Brasile e Algeria.
Dal 1997 al 2000 ha ricoperto la carica di Ministro di Stato del Principato di Monaco.